# Kraakwilg
Kraakwilg (Salix fragilis) is een soort uit de wilgenfamilie (Salicaceae).

## Determinatie
Qua groeivorm kan kraakwilg zowel voorkomen als struik of boom. De maximale hoogte van een volwassen boom is ± 25 m. De kroon is breed en kegelvormig met omhooggaande takken. Als de boom ouder wordt, heeft de kroon meer een koepelvorm met gedraaide takken. De schors is grijs en schubbig met dikke, bruine richels bij oudere bomen. De twijgen zijn groenachtig bruin. Ze breken gemakkelijk af. De takken bevatten bruine, slanke en puntige knoppen. De bladeren zijn smal, gepunt en kunnen 12 cm lang worden. Het blad is heldergroen van boven en grijsgroen wasachtig aan de onderzijde.
De kraakwilg heeft katjes. Mannelijke katjes zijn geel en 2–2,5 cm lang. Vrouwelijke katjes zijn tot 10 cm lang, aanvankelijk groen en later wit. Ze bevatten zaden met een pluis.
In de katjes zitten bloemen. Ze verschijnen met de bladeren en zijn slank, cilindervormig en gepunt.

## Ecologie
Kraakwilg groeit op vochtige standplaatsen, bijvoorbeeld langs rivieren.

### Syntaxonomie
In de syntaxonomie staat kraakwilg te boek als kensoort voor de klasse van wilgenvloedbossen en -struwelen (Salicetea purpureae).

## Verspreiding
Het verspreidingsgebied van kraakwilg strekt zich uit over geheel Europa met oostelijke uitstralingen tot in Siberië en Iran.

## Fotogalerij

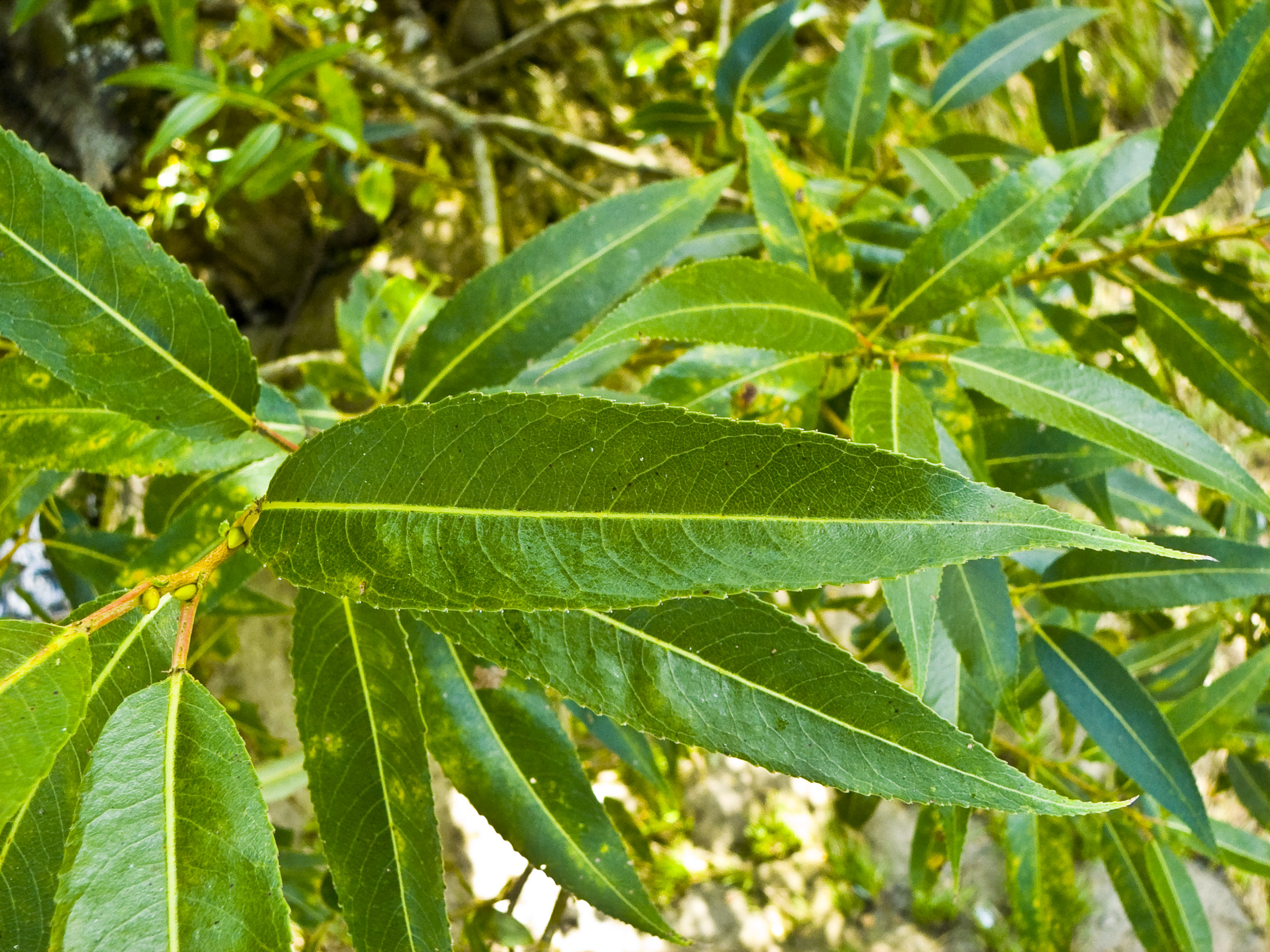
Bladeren
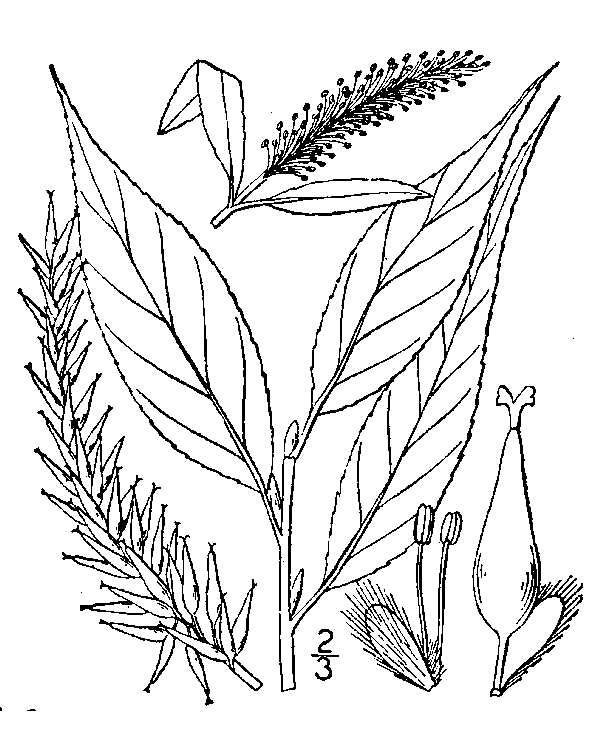
bloeiwijzen
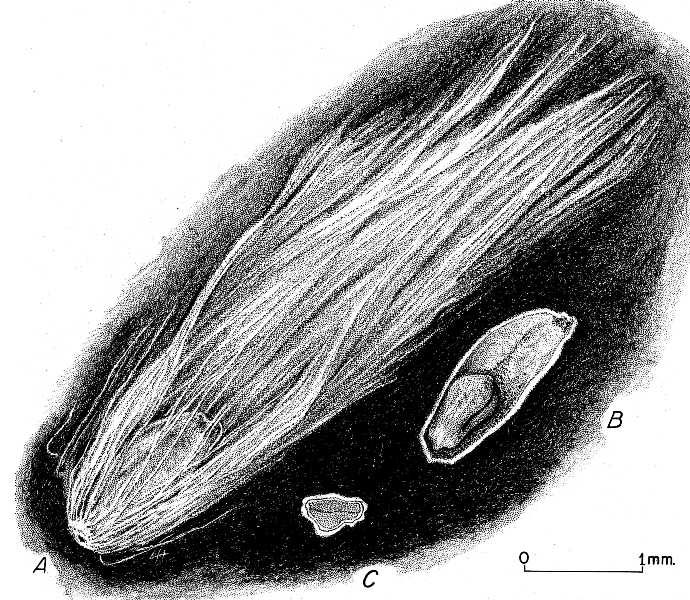
zaad